# Herculândia (ort)
Herculândia är en ort i Brasilien.   Den ligger i kommunen Herculândia och delstaten São Paulo, i den södra delen av landet, 700 km söder om huvudstaden Brasília. Herculândia ligger 514 meter över havet och antalet invånare är 8 696.
Terrängen runt Herculândia är huvudsakligen platt. Herculândia ligger uppe på en höjd. Närmaste större samhälle är Tupã, 15,3 km nordväst om Herculândia.
Trakten runt Herculândia består i huvudsak av gräsmarker. Runt Herculândia är det ganska glesbefolkat, med 26 invånare per kvadratkilometer.